# Stormé DeLarverie
Stormé DeLarverie (Nueva Orleans, 24 de diciembre de 1920 – Nueva York, 24 de mayo de 2014) fue una lesbiana butch cuya lucha con la policía fue, según ella y testigos presenciales, la chispa que encendió los disturbios de Stonewall, al provocar una reacción en la multitud. Nació en Nueva Orleans de madre afroamericana y padre blanco. Es recordada como un ícono del movimiento de liberación LGBT, que actuó y fue presentadora en el Teatro Apollo y Radio City Music Hall. También trabajó durante gran parte de su vida como cantante, guardia de seguridad, guardaespaldas y voluntaria de la patrulla callejera, "guardiana de las lesbianas en el Village ".  También es conocida como "la Rosa Parks de la comunidad LGBT".

## Trayectoria

### Antes de Stonewall
El padre de DeLarverie era blanco. Su madre era afroamericana que trabajaba como sirvienta para su familia. Como no estaba segura de su fecha real de nacimiento, celebraba su cumpleaños el 24 de diciembre.
Cuando era niña, DeLarverie se enfrentó a la intimidación y el acoso. Cuando era adolescente, montó caballos en un circo, el Ringling Brothers Circus. Dejó de hacerlo tras una caída. Se dio cuenta de que era lesbiana cuando tenía dieciocho años.  
Su pareja, una bailarina llamada Diana, vivió con ella durante 25 años hasta que murió en la década de 1970. Según su amiga Lisa Cannistraci, DeLarverie llevaba siempre con ella una fotografía suya.

### Stonewall
Después de cincuenta años, los acontecimientos del 28 de junio de 1969 recibieron el nombre de "disturbios de Stonewall". Sin embargo, DeLarverie dejó muy claro que "disturbios" era una descripción engañosa:

Fue una rebelión, un levantamiento, una desobediencia por los derechos civiles, no fue un maldito motín.
Stormé DeLarverie

En la rebelión de Stonewall, estalló una refriega cuando una mujer esposada, que pudo ser DeLarverie, fue escoltada con brusquedad desde la puerta del bar hasta el vagón de la policía que estaba esperando. La policía la atrapó a través de la multitud varias veces, ya que escapó otras tantas. Peleó con al menos cuatro policías, jurando y gritando, durante unos diez minutos. Descrita por un testigo como "una típica butch de la ciudad de Nueva York" y "una dyke-stone butch", fue golpeada en la cabeza por un oficial con un bastón por, como declaró un testigo, denunciar que sus esposas estaban demasiado apretadas. Mientras luchaba, sangraba por una herida en la cabeza. Los espectadores recordaban que la mujer, cuya identidad sigue siendo incierta (DeLarverie ha sido identificada por algunos, incluida ella misma, como la mujer), provocó que la multitud peleara cuando miró a los espectadores y gritó, "¿Por qué no hacéis algo?" Después de que un oficial la recogió y la metió en la parte trasera del vagón, la multitud se convirtió en una turba y se volvió loca: "Fue en ese momento que la situación explotó." Algunos se han referido a esa mujer como "la Rosa Parks de la comunidad LGBT".
"'Nadie sabe quién dio el primer puñetazo, pero se rumorea que fue ella, y ella dijo que fue ella", dijo Lisa Cannistraci, una amiga de DeLarverie y propietaria del bar de lesbianas del Village Henrietta Hudson. "Ella me dijo que lo hizo".
Sea o no DeLarverie la mujer que luchó por salir del vagón de la policía, todos los relatos coinciden en que fue una de las varias lesbianas que lucharon contra la policía durante el disturbio.

### The Jewel Box Revue
De 1955 a 1969, DeLarverie recorrió el circuito de teatro negro como la presentadora (y único drag king) de la Jewel Box Revue, la primera revista drag racialmente integrada de EEUU. La revista tocaba regularmente en el Teatro Apollo en Harlem, así como para audiencias mixtas, algo que todavía era raro durante la época de la segregación racial en los Estados Unidos. Ella actuaba como barítono.
Durante los espectáculos, los espectadores trataban de adivinar quién era la "única chica" entre los intérpretes de la revista, y al final DeLarverie se revelaba como mujer durante un número musical llamado "Una sorpresa con una canción", a menudo con trajes a medida y a veces con un bigote que la hacía "inidentificable" para los espectadores. Como cantante, se inspiró en Dinah Washington y Billie Holiday (a quienes conocía en persona). En esta época que había muy pocos drag kings actuando, su estilo único y sus actuaciones subversivas se volvieron célebres e inspiradoras y han establecido un precedente histórico.
En 1987, Michelle Parkerson lanzó un primer corte de la película, Stormé: The Lady of the Jewel Box, sobre DeLarverie y su paso por la revista musical.

### La vida tras Stonewall
El papel de DeLarverie en el movimiento de liberación LGBT trascendió el levantamiento de 1969.
En los años ochenta y noventa trabajó como guardia de seguridad para varios bares de lesbianas en la ciudad de Nueva York. Fue miembro de la Asociación de Veteranos de Stonewall, ocupando las oficinas del Jefe de Seguridad, Embajador y, en 1998 a 2000, Vicepresidente. Su presencia era habitual en el desfile del orgullo gay. Durante décadas Delarverie sirvió a la comunidad como patrullera voluntaria de la calle. 

Alta, andrógina y armada -tenía un permiso estatal de armas-, la Sra. DeLarverie vagaba por la Séptima y Octava Avenidas y apuntaba entre sus 80 años, patrullando las aceras y controlando los bares de lesbianas. Estaba al acecho de lo que llamaba "fealdad": cualquier forma de intolerancia, intimidación o abuso de sus "niñas". ... Ella literalmente caminaba por las calles del centro de Manhattan como una superheroína ...
Obituario DeLarverie's  en The New York Times

Además de su trabajo para la comunidad LGBT, también organizó y realizó acciones para mujeres y niños maltratados. Cuando se le preguntó por qué lo hacía, respondió: "Alguien tiene que preocuparse." La gente dice: "¿Por qué sigues haciendo eso?" Les digo: "Es muy simple. Si la gente no se hubiera preocupado por mí cuando estaba creciendo, con mi madre negra, criada en el sur, no estaría aquí." 
Durante varias décadas, DeLarverie vivió en el famoso Hotel Chelsea de la ciudad de Nueva York, donde ella "vivió en la atmósfera creada por los muchos escritores, músicos, artistas y actores".
En junio de 2019, DeLarvarie fue uno de los cincuenta "pioneros y héroes" estadounidenses en el National LGBTQ Wall of Honor dentro del Stonewall National Monument(SNM) en el Stonewall Inn de Nueva York. El SNM es el primer monumento nacional de los EE. UU. dedicado a los derechos e historia LGBTQ y la inauguración del muro se realizó en el 50 aniversario de los disturbios de Stonewall.

### Enfermedad y muerte
DeLarverie sufrió de demencia en sus últimos años. De 2010 a 2014, vivió en una residencia en Brooklyn. Aunque aparentemente no sabía que estaba en una residencia, recordaba perfectamente su infancia y Stonewall.  
El 7 de junio de 2012, Brooklyn Pride, Inc. honró a Stormé DeLarverie en la Brooklyn Society for Ethical Culture proyectando la película de Michelle Parkerson. Stormé: The Lady of the Jewel Box. El 24 de abril de 2014, DeLarverie fue honrada junto a Edith Windsor por el Brooklyn Community Pride Center, "por su fortaleza y valentía." 
Murió mientras dormía el 24 de mayo de 2014 en Brooklyn. Lisa Cannistraci, que se había convertido en uno de los tutores legales de DeLarverie, declaró que la causa de la muerte fue un ataque al corazón. Ella recordó a DeLarverie como "una mujer muy seria cuando se trataba de proteger a las personas que amaba".

## Influencia en la moda
Con su experiencia teatral en vestuario, actuación y maquillaje, DeLarverie podía pasar por hombre, mujer, negro o blanca. Fuera del escenario, tenía una presencia llamativa, hermosa y andrógina, e inspiró a otras lesbianas a adoptar lo que antes se consideraba ropa de "hombre" como ropa de calle. Fue fotografiada por la reconocida artista Diane Arbus, así como por otros amigos y amantes de la comunidad artística, con trajes de tres piezas y sombreros masculinos. Ahora se considera que influyó en la moda femenina disconforme con el género décadas antes de que los estilos unisex fueran aceptados.